# Apocepon leucosiae
Apocepon leucosiae är en kräftdjursart som beskrevs av An, Yu och Li 2006A. Apocepon leucosiae ingår i släktet Apocepon och familjen Bopyridae. Inga underarter finns listade i Catalogue of Life.